# Dora Gález
Dora Gález (Buenos Aires, 1903 - ibídem, 2002) fue una pionera actriz, cantante lírica y vedette argentina.

## Carrera
Se inicia como cantante del género lírico en grandes óperas de la época por su voz soprana. Cantó junto a otros cantores sopranos como Adelina Agostinelli, Elvecia Delle Fornaci, Anita Granelli, Susana Raquet, Lina Redel y Olga Simzis. También cantó bajo la dirección orquestal de Francisco Balaguer. Durante una entrevista, la actriz supo declarar:

«Yo estoy encantada con el teatro cualquiera sea el género que ofrezca. Mi ambición es llegar a algo en el Teatro Lírico, que fue mi comienzo y mi vocación. Hay que tener mucha dedicación y esta no me falta».

Dora Gález fue una de las primeras figuras relevantes del Teatro Maipo compartiendo escenario con otras grandes vedettes de la época dorada como Iris Marga, Carmen Lamas, Gloria Guzmán y  Tita Merello, integrando todas ellas  la llamada "Chicas del Maipo". Galéz ocupaba lo que se llamó por aquel entonces "Primera triple", y en sus primeros años solían presentarla como la "Ruiseñor de la casa".
En el teatro hizo numerosas comedias de revistas como:
- El ruiseñor de la casa
- ¿Quién dijo miedo? (1925).[3]
- Francisquita, la maleva (1926), que la tuvo como protagonista en el Teatro Nuevo. Con "Gran Compañía de Género Chico Criollo", de Ivo Pelay, junto con Ada Cornaro, el tenor Jaime Moreno y gran elenco.
- La fantástica aventura (1927), adaptación de Ivo Pelay y Luis César Amadori.
- ¡Viva la mujer!
- ¡De punta a punta!, con música de Arturo De Bassi.
- Las alegres chicas del Maipo
- Judía, junto a Carmen Lamas, Hortensia Arnaud, Encarnación Fernández y Leopoldo Simari.
- Me gustan todas.[4]

También trabajó con grandes actores como César Fiaschi, Rico Munolo, Leopoldo Simari, Vicente Climent y con la vedette Celia Gámez. Formó parte del Conjunto de zarzuela criolla Ivo Pelay, junto con Ada Cornaro. En 1926 trabajó como primera triple cantante en el Maipo  en una obra que hizo junto a Herminia Mancini, Margarita Padín, Pepita Cantero, Consuelo Carreras y Mencia Rodríguez.
Integró la "Gran Compañía Moderna de Espectáculos Breves", de lvo Pelay, con dirección musical de Antonio Lozzi, con un elenco conformado por Segundo Pomar, María Esther Pomar, Felisa Mary, Severo Fernández, Miguel Gómez Bao, Eduardo De Labar, entre otros. También participó en otras obras junto al director Roberto Cayol y a Humberto Cairo (dos empresarios muy destacados en la época).
En 1925 participó en un homenaje a la memoria del doctor Florentino González, impulsado por los Miembros de la junta directiva del Ateneo Hispanoamericano.

## Vida privada
Estuvo casada por varias décadas con el empresario teatral italiano Eduardo Amoroso (1888- 1958).